# Carl Jänisch
Carl Ferdinand von Jänisch russificato in Karl Andreevič Janiš (in russo Карл Андреевич Яниш?; Vyborg, 11 aprile 1813 – San Pietroburgo, 1872) è stato uno scacchista finlandese naturalizzato russo.
Nato a Vyborg nel Granducato di Finlandia, si trasferì presto in Russia per insegnare meccanica razionale a Pietroburgo (ora San Pietroburgo). Dedicò tutta la vita alla matematica e agli scacchi, due materie che egli considerava collegate.
Provò a dimostrare la loro relazione nel libro Découvertes sur le cavalier (aux échecs), pubblicato a Pietroburgo nel 1837.
Nel 1842-43 pubblicò un libro sulle aperture in due volumi: Analyse Nouvelle des ouvertures, e nel 1862-63 la sua opera maggiore: Traité des applications de l'analyse mathématique au jeu des échecs, in tre volumi.
Partito per prendere parte al torneo di Londra 1851, vi arrivò tardi e giocò invece un match con Howard Staunton, che perse (+ 2 – 7 = 1). Tre anni più tardi perse anche con Ilja Šumov (+ 3 – 5 = 4).
È noto soprattutto per analizzato il gambetto Schliemann-Jaenisch della partita spagnola (1. e4 e5 2. Cf3 Cc6 3. Ab5 f5). Contribuì anche a sviluppare la difesa russa con Aleksandr Petrov.